# Panagiotis Gionis
Panagiotis Gionis (Galatsi, 7 januari 1980) is een Griekse professioneel tafeltennisser. Hij speelt rechtshandig met de shakehandgreep. Omdat hij een van de weinige verdedigende spelers is en tevens tandarts, luidt zijn bijnaam: de Defentist.
Hij vertegenwoordigde zijn land al vijf maal op de Olympische Zomerspelen. Beste prestatie: 9e met het team in 2008.

## Belangrijkste resultaten
- Zilver met het Griekse team op de Europese kampioenschappen tafeltennis in 2013.
- Brons in het enkelspel op de Europese kampioenschappen tafeltennis in 2013.